# Elefántterasz
Az Elefántterasz a fallal körülvett „nagy város” Angkorthom és az angkori templomromok része Kambodzsában. A terasz VII. Dzsajavarman király (1181-1219) dísztribünje volt. A nyilvános események, ünnepségek és felvonulások alkalmával a király, családja és kísérete erről a 10-12 méter magas, kőlapokkal borított lelátóról nézte végig a díszszemléket és ünnepi látványosságokat.
A 12. század végén épült, Bajon-stílusú, 350 méter hosszú terasz szervesen kapcsolódott a királyi palota nagy fogadócsarnokához. A terasz névadói, a dísztribün déli lépcsőjét díszítő elefántok, amelyek ormányaikban lótuszvirágokat tartanak. Az elefántormányok egyben a terasz tartóoszlopai is. A három részre tagolt emelvényről öt lépcsősor vezetett a város központi terére, a Győzelmi térre: három középről és egy-egy a terasz végeiről. A terasz középső részét tartó falat és lépcsőt életnagyságú oroszlánok és emberfejű sastestű teremtmények, az ún. garudák ékesítik. Az emelvény két oldalsó homlokzatán több ezer, egyedileg kifaragott elefántot és apszara táncost ábrázoló dombormű látható.